# Jean Arthuys
Ne doit pas être confondu avec Jean Arthuis.
Jean Arthuys, né le 19 mars 1926 à Paris VIIe et mort le 9 janvier 1996 à Bordeaux, est un responsable associatif et militant politique français.

## Biographie
Fils de Jacques Arthuys, militaire d'extrême-droite engagé pendant la Seconde Guerre mondiale dans la résistance au sein de l'organisation civile et militaire, qui meurt en déportation en 1943, il suit les traces de son père en menant des actions ponctuelles de liaisons pour l'OCM, avant de s'engager dans un régiment de tirailleurs marocains dans les derniers temps de la guerre.
Employé de bureau, il s'expatrie ensuite quelques mois à Saïgon, en 1949.
De retour en France, il se rapproche, au sein d'un groupe où l'on trouve Jean Calmejane et Roger Cérat, des mouvements de la « nouvelle gauche » qui donnent naissance au Centre d'action des gauches indépendantes, dont il est le secrétaire à l'organisation, en 1953, le parti étant domicilié chez lui.
Il suit alors les évolutions de cette mouvance, le CAGI donnant naissance au Comité de liaison pour une Nouvelle gauche , qui se transforme à partir de 1954 en Comité national de la Nouvelle Gauche (CNNG), puis la Fédération des Groupements unis de la Nouvelle Gauche (FGUNG), et enfin Mouvement uni de la Nouvelle Gauche (MGUNG).
Pendant cette période, il s'occupe du journal du mouvement, Le Libérateur et exerce la fonction de responsable de l'organisation des divers mouvements qui se succèdent.
Lorsque, en 1957, divers mouvements se regroupent pour donner naissance à l'Union de la gauche socialiste, il est encore chargé du secrétariat à l'organisation.
En 1960, il est chargé des discussions avec les représentants du PSA et de Tribune du communisme pour ce qui concerne les aspects matériels de la fusion des trois organisations au sein du Parti socialiste unifié. Il entre alors au bureau national du nouveau parti, au sein duquel il est chargé du service d'ordre, tâche particulièrement délicate pendant les mois qui précèdent l'indépendance de l'Algérie.
En 1963, il participe à la création du courant B, mené par Edouard Depreux, qui arrive en tête lors du congrès d'Alfortville, mais sans avoir de majorité absolue. Après le congrès de la grange aux belles, en novembre 1963, il entre au bureau national du parti, comme trésorier, fonction qu'il conserve jusqu'en 1967.
Réélu au Bureau national en 1967, il est, avec Marc Heurgon, un des organisateurs du meeting du stade Charléty pendant le mouvement de mai 68. Il se retire ensuite progressivement de la vie politique.
Après un dernier mandat au bureau national du PSU, de 1969 à 1971, il se consacre ensuite à ses activités associatives dans le domaine des échanges internationaux entre jeunes. Il est un des artisans de la fondation de l'association des foyers internationaux, dont il est le secrétaire général. Il est aussi administrateur du foyer international d'accueil de Paris (FIAP Jean Monnet), de 1972 à 1992.

## Sources
- Dictionnaire biographique du mouvement ouvrier mouvement social, notice de Gilles Morin.